# Edinburgh South (circonscription du Parlement britannique)
Pour l’article homonyme, voir Edinburgh South.
Circonscription parlementaire de la Chambre des communes
Edinburgh South est une circonscription électorale britannique située en Écosse.

## Liste des députés
| Élection | Élection | MP                | Parti              |
| -------- | -------- | ----------------- | ------------------ |
|          | 1918     | Charles Murray    | Parti unioniste    |
|          | 1922     | Samuel Chapman    | Parti unioniste    |
|          | 1945     | William Darling   | Parti unioniste    |
|          | 1957     | Michael Hutchison | Parti unioniste    |
|          | 1965     | Michael Hutchison | Parti conservateur |
|          | 1979     | Michael Ancram    | Parti conservateur |
|          | 1987     | Nigel Griffiths   | Parti travailliste |
|          | 2010     | Ian Murray        | Parti travailliste |